# Cambodgia elegantissima
Cambodgia elegantissima là một loài của Ctenophora thuộc chi Cambodgia.